# Церово (Грчка)
Церово (грч. Κλειδί, Клиди) је насеље у Грчкој у општини Суровичево, периферија Западна Македонија. Према попису из 2021. било је 13 становника.
Македонски историчар Тодор Симовски, 1998. године наводи да је Церово словенско насеље.

## Становништво
| Година       | 1951 | 1961 | 1971 | 1981 | 1991 | 2001 | 2011 |
| ------------ | ---- | ---- | ---- | ---- | ---- | ---- | ---- |
| Становништво | 636  | 468  | 261  | 195  | 190  | 139  | 66   |